# Nile Rodgers
Nile Rodgers (Nova Iorque, 19 de setembro, 1952) é um DJ, guitarrista e produtor musical. Ele começou sua carreira como um guitarrista de estúdio em Nova York, tocando com a banda do programa Sesame Street na adolescência, e então trabalhando numa banda da casa Apollo Theater no Harlem, acompanhando artistas como Aretha Franklin, Ben E. King, Nancy Wilson e Parliament-Funkadelic. No início dos anos 70 formou, junto com Bernard Edwards a banda Chic, com vários hits como "Le Freak" e "Good Times". Foi também produtor de vários artistas como Sister Sledge, David Bowie, Madonna e Diana Ross.
No início da década acompanhou a dupla de DJs franceses Daft Punk na gravação do álbum Random Access Memories, lançado em 2013 pela Columbia Records. Participa nas músicas "Mandou Bem" e "Blecaute (part. Anitta)" com a banda brasileira Jota Quest.
Em novembro de 2013 deu uma entrevista à BBC News a falar sobre os Daft Punk, Madonna, Diana Ross e sobre ter vencido o câncer.
Em 2015, gravou com a cantora Anitta a música Blecaute do grupo brasileiro Jota Quest. A música venceu o prêmio de melhor música do ano de 2016 no Prêmio Multishow de Música Brasileira.
Após estrondoso sucesso no palco sunset do Rock in Rio de 2017, foi convidado a tocar no palco mundo na edição 2019, repetindo o sucesso.